# Skupie (gmina)
Skupie – dawna gmina wiejska istniejąca do 28 września 1954 roku w woj. lubelskim/warszawskim. Siedzibą władz gminy było początkowo Skupie, a następnie Mokobody.
Za Królestwa Polskiego gmina należała do powiatu siedleckiego w guberni siedleckiej. 1 stycznia?/13 stycznia 1870 do gminy przyłączono pozbawione praw miejskich Mokobody.
W okresie międzywojennym gmina należała do powiatu siedleckiego w woj. lubelskim. Po wojnie gmina zachowała przynależność administracyjną.
1 stycznia 1949 roku gmina wraz z całym powiatem siedleckim została przeniesiona do woj. warszawskiego. 1 lipca 1952 roku gmina składała się z 21 gromad. 1 września 1952 roku do gminy Skupie przyłączono część obszaru gminy Krześlin.
Gmina została zniesiona 29 września 1954 roku wraz z reformą wprowadzającą gromady w miejsce gmin. Jednostki nie przywrócono 1 stycznia 1973 roku po reaktywowaniu gmin, a obszar dawnej gminy wszedł w skład nowej gminy Mokobody.